# 中里駅 (岩手県)
中里駅（なかさとえき）は、かつて岩手県宮古市刈屋にあった、東日本旅客鉄道（JR東日本）岩泉線の駅である。同線の廃線により2014年（平成26年）3月31日限りで廃止となった。

## 歴史
- 1966年（昭和41年）10月1日：開業[1]。駅員無配置駅[2]。
- 1987年（昭和62年）4月1日：国鉄分割民営化により、東日本旅客鉄道の駅となる[1]。
- 2010年（平成22年）
  - 7月31日：災害により、岩泉線が不通となる。
  - 8月2日：代行バスによる運行開始。
- 2014年（平成26年）4月1日：岩泉線の廃止に伴い廃駅[3][4]。

## 駅構造
単式ホーム1面1線の地上駅。簡素な作りの待合所がある小さな駅だが、そのホームの造りは押角駅よりも良い。
無人駅で、茂市駅が管理していた。

## レールバイク
2016年（平成28年）6月より、土曜・日曜・祝日を中心に季節限定で隣の岩手和井内駅跡との間にレールバイクが運転を開始している。

## 駅周辺
刈屋川に沿って狭い耕地がある。
- 中里バス停

  - 東日本交通岩泉茂市線（岩泉線廃止代替バス）
    - 2020年のダイヤ改正より、停留所が中里駅前の国道340号から300mほど離れた町中に移動している。

  - 新里地域バス和井内線

## 隣の駅
東日本旅客鉄道（JR東日本）
■岩泉線
岩手刈屋駅 - 中里駅 - 岩手和井内駅